# Klubowy Puchar Europy w szachach (1980/1982)
1980/1982 – trzeci sezon Klubowego Pucharu Europy w szachach. Zwyciężył węgierski Budapesti Spartacus SC.

## Uczestnicy
W nawiasie podano średni ranking Elo. Źródło: OlimpBase

- Kings Head Chess Club (2358)
- Merkur Versicherung Graz (2224)
- K Gentse SRL (2230)
- Sławia Sofia (2462)
- Nordre SK (2323)
- Suomalainen SK (2270)
- CE Strasbourg (2251)
- SO Kalitea (2303)
- Volmac Rotterdam (2404)
- Collegians Chess Club (2263)
- Tel Aviv University (2298)
- Industrija Motora Rakovica Belgrad (2391)
- Partizan Belgrad (2448)
- CE Remich (2205)
- Maraton Warszawa (?)
- Sporting CP (2258)
- SG Porz (2448)
- Zytglogge Berno (?)
- SK Rockaden Stockholm (2200)
- Budapesti Spartacus SC (2492)
- MTK-VM Budapest (2428)
- GS Banco di Roma (2357)
- Awangard (2483)
- Buriewiestnik (2553)

## Rozgrywki

### Pierwsza runda
Źródło: OlimpBase
| Data                    | Miejsce   | Drużyna 1                          | Drużyna 2                | Wynik |
| ----------------------- | --------- | ---------------------------------- | ------------------------ | ----- |
| 12–13 października 1980 | Belgrad   | Industrija Motora Rakovica Belgrad | Sławia Sofia             | 4½:7½ |
| 11–12 października 1980 | Gandawa   | K Gentse SRL                       | Collegians Chess Club    | 8:4   |
| 2–3 listopada 1980      | Rzym      | GS Banco di Roma                   | SO Kalitea               | 8½:3½ |
| 27–28 września 1980     | Strasburg | CE Strasbourg                      | CE Remich                | 10:2  |
|                         |           | Nordre SK                          | Volmac Rotterdam         | 6½:5½ |
| 19–21 grudnia 1980      | Sztokholm | SK Rockaden Stockholm              | Awangard                 | 3½:8½ |
|                         |           | Tel Aviv University                | Zytglogge Berno          | 7½:4½ |
| 7–9 października 1980   | Budapeszt | Budapesti Spartacus SC             | Merkur Versicherung Graz | 9½:2½ |

### Druga runda
Źródło: OlimpBase
| Data                | Miejsce  | Drużyna 1             | Drużyna 2              | Wynik  |
| ------------------- | -------- | --------------------- | ---------------------- | ------ |
| 13–15 lutego 1981   | Sofia    | Sławia Sofia          | MTK-VM Budapest        | 7½:4½  |
| 14–15 grudnia 1980  | Helsinki | Suomalainen SK        | CE Strasbourg          | 7:5    |
| 1981                | Lizbona  | Sporting CP           | K Gentse SRL           | 6:6    |
| 1981                | Kolonia  | SG Porz               | Awangard               | 6½:5½  |
| 6–8 lutego 1981     | Belgrad  | Partizan Belgrad      | Nordre SK              | 8½:3½  |
| 16–19 stycznia 1981 | Londyn   | Kings Head Chess Club | Budapesti Spartacus SC | 5½:6½  |
|                     |          | Buriewiestnik         | GS Banco di Roma       | w/o +- |
|                     |          | Tel Aviv University   | Maraton Warszawa       | w/o +- |

### Ćwierćfinały
Źródło: OlimpBase
| Data             | Miejsce   | Drużyna 1              | Drużyna 2        | Wynik |
| ---------------- | --------- | ---------------------- | ---------------- | ----- |
| 6–7 czerwca 1981 | Moskwa    | Buriewiestnik          | SG Porz          | 7½:4½ |
| 28–29 maja 1981  | Budapeszt | Budapesti Spartacus SC | Suomalainen SK   | 7½:4½ |
| czerwiec 1981    | Sofia     | Sławia Sofia           | Partizan Belgrad | 7:5   |
|                  |           | Tel Aviv University    | Sporting CP      | 9:3   |

### Półfinały
Źródło: OlimpBase
| Data          | Miejsce   | Drużyna 1              | Drużyna 2           | Wynik |
| ------------- | --------- | ---------------------- | ------------------- | ----- |
| wrzesień 1981 | Sofia     | Sławia Sofia           | Buriewiestnik       | 4½:7½ |
| lipiec 1981   | Budapeszt | Budapesti Spartacus SC | Tel Aviv University | 7½:4½ |

### Finał
Źródło: OlimpBase
| Data             | Miejsce   | Drużyna 1              | Drużyna 2     | Wynik |
| ---------------- | --------- | ---------------------- | ------------- | ----- |
| 18–20 marca 1982 | Budapeszt | Budapesti Spartacus SC | Buriewiestnik | 6½:5½ |

Pierwsza runda
Buriewiestnik – Budapesti Spartacus SC 2½:3½
1. Jurij Bałaszow – István Csom ½:½
2. Aleksandr Koczijew – Pál Benkő ½:½
3. Mark Tajmanow – Iván Faragó ½:½
4. Jurij Razuwajew – József Pintér ½:½
5. Artur Jusupow – Péter Lukács 0:1
6. Siergiej Dołmatow – Attila Schneider ½:½

Druga runda
Budapesti Spartacus SC – Buriewiestnik 3:3
1. István Csom – Jurij Bałaszow ½:½
2. Pál Benkő – Aleksandr Koczijew ½:½
3. Iván Faragó – Mark Tajmanow ½:½
4. József Pintér – Jurij Razuwajew ½:½
5. Péter Lukács – Artur Jusupow 0:1
6. Attila Schneider – Siergiej Dołmatow 1:0